# III. třída okresu Český Krumlov 2003/2004
V soubojích fotbalové III. třídy okresu Český Krumlov 2003/2004, jedné ze skupin 9. nejvyšší fotbalové soutěže, se utkalo 11 týmů dvoukolovým systémem podzim – jaro. Tento ročník skončil v červnu 2004. Postup do II. třídy okresu Český Krumlov 2004/2005 si zajistily první dva týmy TJ Sokol Kájov a TJ Sokol Chvalšiny „B“, nikdo nesestoupil, jde o nejnižší soutěž.

## Výsledná tabulka
| Poř. | Tým                         | Z  | V  | R | P  | VG | OG | B  |
| ---- | --------------------------- | -- | -- | - | -- | -- | -- | -- |
| 1.   | TJ Sokol Kájov              | 20 | 17 | 0 | 3  | 99 | 23 | 51 |
| 2.   | TJ Sokol Chvalšiny „B“      | 20 | 15 | 1 | 4  | 52 | 29 | 46 |
| 3.   | TJ Sokol Přídolí            | 20 | 11 | 3 | 6  | 36 | 26 | 36 |
| 4.   | FC Šumava Frymburk „B“      | 20 | 11 | 1 | 8  | 55 | 37 | 34 |
| 5.   | TJ Hraničář Malonty „B“     | 20 | 9  | 1 | 10 | 47 | 50 | 28 |
| 6.   | SK Rožmberk                 | 20 | 8  | 4 | 8  | 51 | 47 | 28 |
| 7.   | FK Zdíky-Bujanov            | 20 | 8  | 2 | 10 | 41 | 48 | 26 |
| 8.   | TJ Šumavan Hořice na Šumavě | 20 | 5  | 4 | 11 | 31 | 50 | 19 |
| 9.   | Romo Český Krumlov          | 20 | 5  | 4 | 11 | 45 | 76 | 19 |
| 10.  | TJ Černá v Pošumaví         | 20 | 4  | 4 | 12 | 35 | 71 | 16 |
| 11.  | TJ Rožmitál nad Šumavě      | 20 | 2  | 6 | 12 | 19 | 54 | 12 |

Poznámky:
- Z = Odehrané zápasy; V = Vítězství; R = Remízy; P = Prohry; VG = Vstřelené góly; OG = Obdržené góly; B = Body; (S) = Mužstvo sestoupivší z vyšší soutěže; (N) = Mužstvo postoupivší z nižší soutěže (nováček)

|  | Postup do II. třídy okresu Český Krumlov 2004/2005 |